# Иванов, Михаил Александрович (оружейник)

М. А. Иванов, директор Госуд. Союзного завода № 74 среди рабочих. 1944 г.

Михаил Александрович Иванов (29 июля 1906 год, Санкт-Петербург — 13 января 1958 год, Сарапул) — советский оружейник, в 1941—1947 директор завода № 74 (Ижевский машиностроительный завод). Депутат Верховного Совета СССР в 1946—1950 годах.

## Биография
С 12-летнего возраста работал в Ижевске на оружейном заводе разнорабочим, токарем.
В 1930 году поступил на военно-механическое отделение Ленинградского машиностроительного института (отраслевого ВУЗа Ленинградского политехнического института). В 1932 году факультет был реорганизован в самостоятельный институт. В 1935 году М.А. Иванов окончил Ленинградский военно-механический институт по специальности инженер-механик. Работал начальником отдела кадров завода № 180, заместителем главного инженера завода № 74. В 1941 году секретарь Удмуртского обкома КПСС по оборонной промышленности.
С 3 июля 1941 по 1946 год директор завода № 74 (Ижевский машиностроительный завод, производство стрелкового вооружения). Инженер-полковник.
В результате изменений в технологии производства и в организации труда выработка на одного рабочего на заводе № 74 в 1943 г. увеличилась более чем в 4 раза по сравнению с довоенным уровнем. В 1944—1945 гг. на Ижевском заводе № 74 было изготовлено более 9 тысяч пушек Б-20.
При Иванове, в 1941 году, завод освоил производство авиационной пушки Ш-37 конструкции Б. Г. Шпитального. В начале 1943 года предприятие начало серийное производство более совершенных авиапушек соответствующего калибра НС-37 и НС-45 конструкции А. Э. Нудельмана и А. С. Суранова.
Завод под руководством Иванова был дважды был награждён Орденом Ленина 18 января 1942 г. и 20 октября 1944 г.. Сам Михаил Александрович был награждён орденом Ленина за образцовое выполнение задания по выпуску артиллерийского, стрелкового вооружения и военных приборов.
В 1947—1958 директор завода им. Орджоникидзе в Сарапуле.
При Иванове завод им. Орджоникидзе не прекращая производить высококачественную радиоаппаратуру для бронетанковых войск, начал массовое производство гражданской продукции. Спасательная радиостанция «Шлюп» и радиола «Комета», первая УКВ радиола в СССР, в 1958 году были удостоены золотых медалей Международной выставки в г. Брюсселе.
В 1955-57 годах М. А. Иванов принимал активное участие в строительстве Ижевского телецентра, за что был удостоен Почётной грамоты Президиума Верховного Совета УАССР.
Похоронен на городском кладбище Сарапула.

## Награды
- Орден Ленина (18.01.1942)
- Орден Трудового Красного Знамени (1944)
- Орден Отечественной войны I степени (1945)[6]
- Медаль «За победу над Германией в Великой Отечественной войне 1941—1945 гг.»[3]
- Почётная грамота Президиума Верховного Совета УАССР